# コンタクトプリント

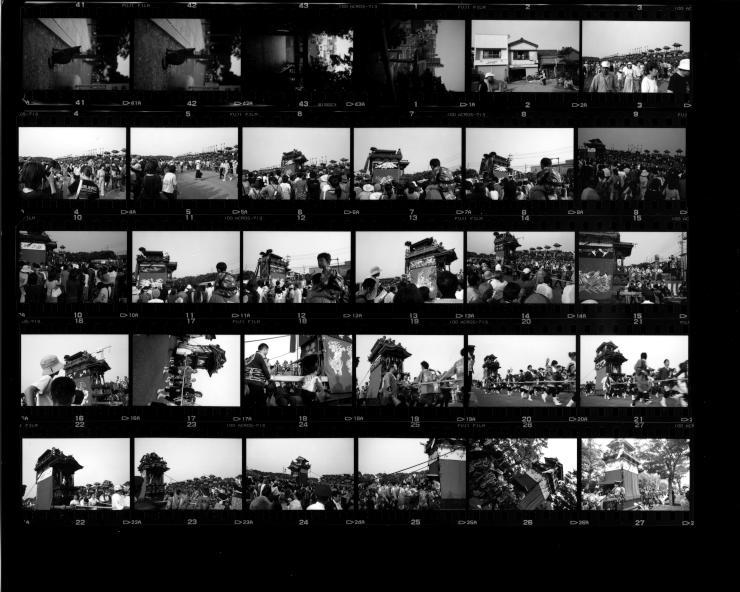
密着印画の例。6切印画紙に白黒フィルム30コマ分を並べたもの。

コンタクトプリント（英: contact print）は、写真フィルムを印画紙に密着させて原寸プリントしたもの、またはそのための技法を指す。べた焼き、密着印画（みっちゃくいんが）などとも呼ばれる。通常は数コマずつにカットしたフィルム1本分を1枚の印画紙上に並べて作成するため、インデックスプリントとしてよく用いられる。

## 作成法
密着印画を作成するには、通常の引き伸ばし機を用いる。引き伸ばし機のネガキャリアは空のまま、印画紙の上に現像済みのフィルムを直接載せて並べる。このとき、フィルムの反りを避け密着させるために上にガラス板を置く。フィルムと印画紙が密着しているため、厳密なピント合わせの必要はなく、印画紙全面に均一に光が当たるようにすれば十分である。露光後は通常のプリントと同じように現像から乾燥までの処理を行う。

## 利用

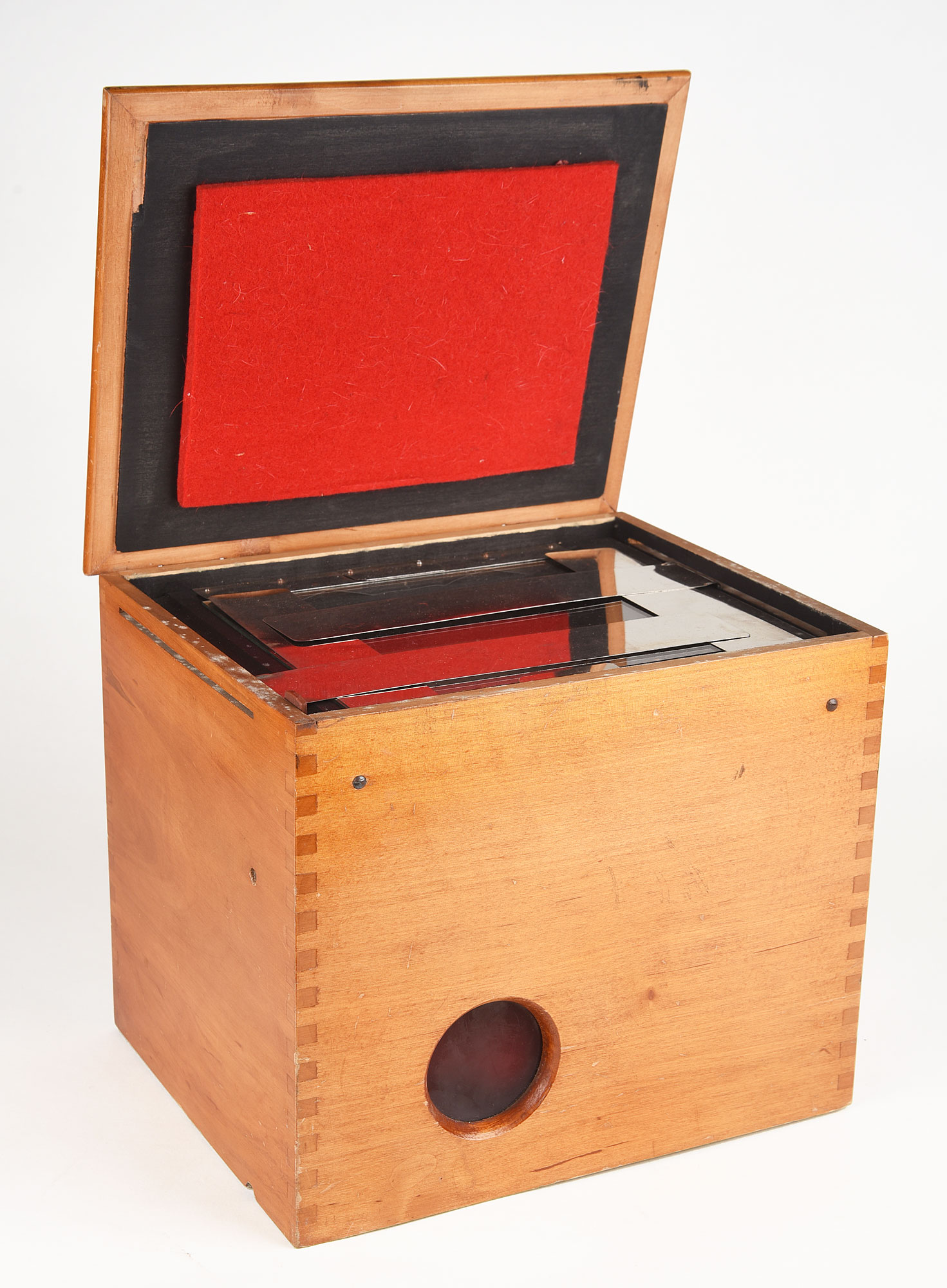
密着専用の木製ライトボックス付きコンタクトプリンター

コンタクトプリントはフィルムの状態をそのままプリントにして確認するためなどに使われる。ネガフィルムの場合はそのまま確認するよりも写っているものが判りやすい。また、フィルムを直接確認することによって生じうる汚損などの事故を未然に防ぐことができる。
コンタクトプリント上の像は原寸のままであり小さいため、確認には拡大鏡が用いられる場合が多い。ただし、大判フィルムの場合にはそのまま鑑賞にも堪えうる大きさのプリントが得られる。コンタクトプリント専用の印画紙も販売されている。
大判フィルムから等倍プリントを得る場合、ライトボックスなどの光源にフィルムと印画紙を重ねて置き、露光時間を調節するだけで良く、引き伸ばし機と使うより手軽である。かつて用いられていた密着専用のライトボックスは鰹節削り器程度の大きさで、通風を確保しつつ光漏れ対策をした木箱、光源用白熱電球、フィルムと印画紙を乗せる上面のすりガラス、それらを抑える蓋に用いる蝶番（原稿の状態確認と露光時間の調節を容易にするため、蓋が中折れ式になっているので2箇所）、原稿のずれを防ぐために蓋の内側に張る発泡ゴムなどの板、蓋を完全に閉じている間だけ通電させるためのプッシュスイッチ、電源線とプラグなどで構成され、簡単な構造のため自作も可能である。電球のワット数が低いほど露光時間は長くなるが、時間調節は楽である。露光時間はネガの濃度を見て判断するが、センサやタイマーが無いため厳密な調節は難しく、試し焼きや印画紙現像での微調整が必要となることもあり、ある程度の経験を要する。それでも、スタジオ撮りの商品撮影や写真館の場合はネガ毎の濃度のばらつきが少ないため、有用である。
アドバンストフォトシステムでは、フィルムが現像後もカートリッジに収められているため、撮影内容の確認用に現像時に標準で「インデックスプリント」と呼ばれるコンタクトプリントが付属しており、後に35mmフィルムの現像サービスにも導入されている。
写真以外ではフォトリソグラフィにも利用されており、対象物とフォトマスクを直接重ねて露光する。パターンとマスクは必ず等倍となり、高精細な製品にも向かないが、ステッパーなどの特別な露光装置は不要である。